# Enrico Besana
Enrico Besana (Milano, 12 settembre 1813 – Genova, 30 gennaio 1877) è stato un patriota e politico italiano.

## Biografia
Enrico Besana nacque nel 1813 a Milano da Felice Maria e da Giulia Ciani. Aderì ancora studente alla Giovine Italia laureandosi in medicina a Pavia nel 1840. Fu costretto, in seguito al ferimento in duello di un ufficiale austriaco, a rifugiarsi a Lugano presso gli zii materni, banchieri emigrati anch'essi per cause politiche. Accorse nel 1848 a Milano partecipando attivamente alle "Cinque giornate", e successivamente volontario nella Prima guerra d'indipendenza sia nel 1848 che nel 1849 combattendo nell'esercito piemontese.
Dopo la sconfitta di Novara, fu nuovamente esule a Lugano.
Come volontario nei Cacciatori delle Alpi partecipò alla Seconda guerra d'indipendenza, combattendo a Varese e nella battaglia di San Fermo. Garibaldi lo incaricò con Giuseppe Finzi della direzione e dell'amministrazione del Fondo per il milione di fucili. Nel collegio elettorale di Cassano d'Adda fu eletto deputato per la VII legislatura del Regno di Sardegna.
Non più giovane d'età partecipò come volontario garibaldino anche alla Terza guerra d'indipendenza nel 1866.
Acquisì notorietà anche per i numerosi viaggi intrapresi, che descrisse con resoconti pubblicati dai giornali dell'epoca come il Corriere di Milano e La Perseveranza.